# 比勒河
53°32′24″N 10°1′27″E / 53.54000°N 10.02417°E

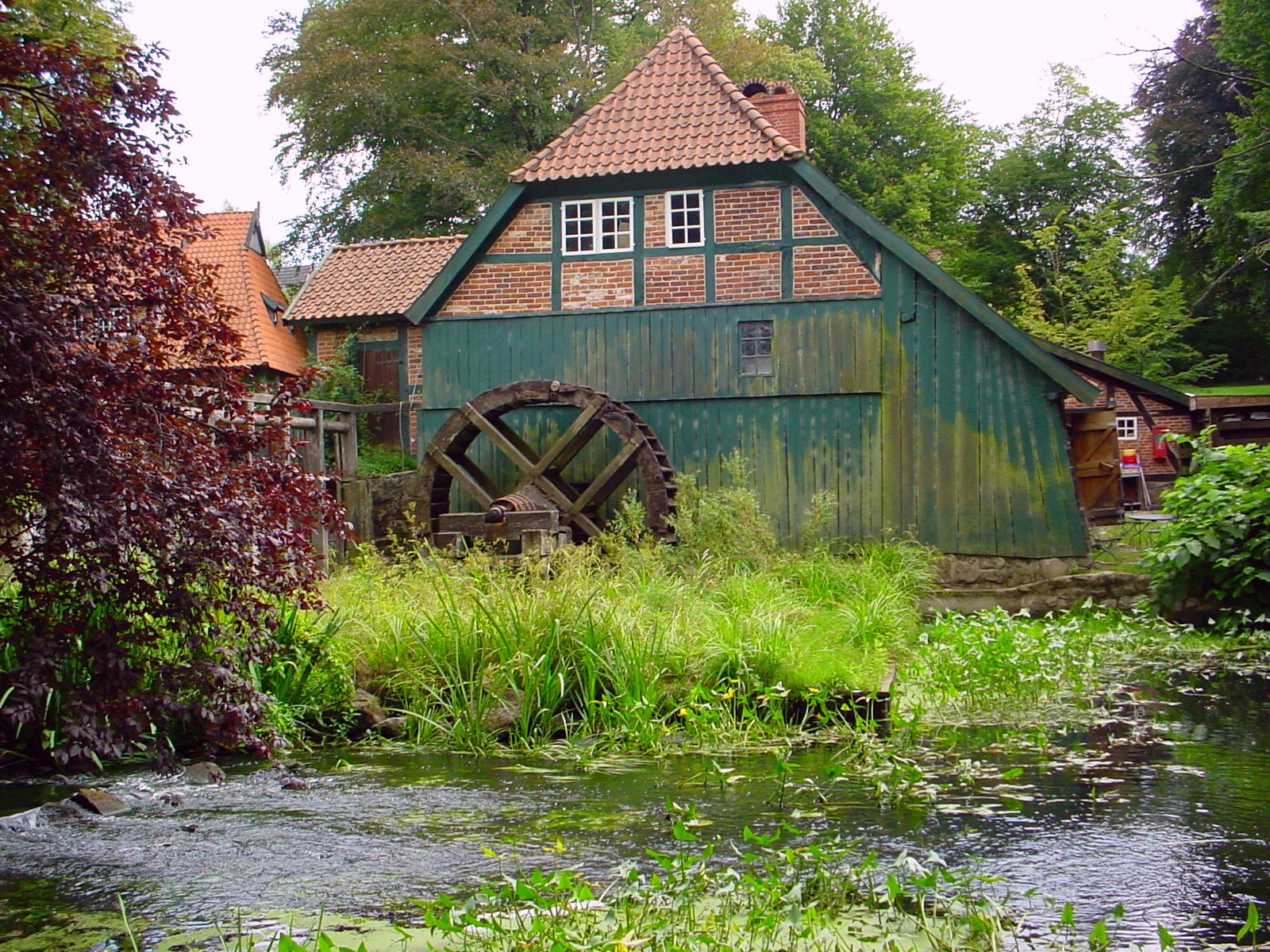

比勒河（德语：Bille）是德國的河流，位於石勒蘇益格-荷爾斯泰因州，屬於易北河的右支流，河道全長65公里，其中42公里在石勒苏益格-荷尔斯泰因州，其余在汉萨同盟城市汉堡地区。流域面積506.4平方公里，發源自利瑙附近，平均流量每秒3.99立方米。

## 外部連結
- Lots of Information on Bille from the Hamburg Department of the Environment （页面存档备份，存于） (German)

1. ↑  NDR. . www.ndr.de.   [2024-06-05]. （原始内容存档于2024-08-09） （德语）.